# Gerda Zeltner-Neukomm
Gerda Zeltner-Neukomm, née le 27 janvier 1915 à Zurich et morte dans la même ville le 20 juillet 2012, est une romaniste et critique littéraire suisse.

## Biographie
Gerda Zeltner obtient son doctorat en 1941 à l'université de Zurich avec une thèse sur le théâtre de Pierre Corneille[réf. nécessaire].
De 1942 à 1951, elle est rédactrice de la revue littéraire Trivium, puis, à partir de 1958, elle travaille comme critique littéraire sur la littérature française contemporaine, entre autres pour la Neue Zürcher Zeitung, en particulier dans le domaine du Nouveau Roman. Elle a également effectué des recherches sur des auteurs suisses allemands, entre autres Hermann Burger et Erica Pedretti.

## Publications
- Formwerdung und Formzerfall bei Pierre Corneille, Zürich, 1941, (thèse), Université de Zürich, Philosophische Fakultät I, 1941, 201 p. (DNB 361349467)
- Das Wagnis des französischen Gegenwartromans. Die neue Welterfahrung in der Literatur (in: rowohlts deutsche enzyklopädie, Band 109), Rowohlt, Hamburg, 1960, (DNB 455805784)
- Die eigenmächtige Sprache. Zur Poetik des Nouveau Roman Walter, Olten, 1965, (DNB 455805776).
- Das Ich und die Dinge. Versuche über Ponge, Cayrol, Robbe-Grillet, Le Clezio (in: Essay, Band 10). Kiepenheuer und Witsch, Köln / Berlin, 1968, (DNB 458722138)
- Das Ich ohne Gewähr. Gegenwartsautoren aus der Schweiz (essais sur E. Y. Meyer, Erica Pedretti, Otto F. Walter, Max Frisch, Gerhard Meier et Hermann Burger. Suhrkamp, Frankfurt am Main, 1980  (ISBN 3-518-04743-4)
- Der Roman in den Seitenstraßen. Neue Strukturen in der französischen Epik (in: Akademie der Wissenschaften und der Literatur Mainz: Klasse der Literatur: Abhandlungen der Klasse der Literatur, Jahrgang 1991, Nr. 1). Steiner, Stuttgart, 1991  (ISBN 3-515-05968-7)
- Ästhetik der Abweichung: Aufsätze zum alternativen Erzählen in Frankreich (in: Mainzer Reihe, Band 82), von Hase und Koehler, Mainz, 1995,  (ISBN 3-7758-1345-4)

## Source
- (de) Cet article est partiellement ou en totalité issu de l’article de Wikipédia en allemand intitulé « Gerda_Zeltner-Neukomm » (voir la liste des auteurs).